# José Sanjurjo
Ne doit pas être confondu avec José Sanjurjo y Rodríguez de Arias.
José Sanjurjo Sacanell, né à Pampelune (Espagne) le 28 mars 1872 et mort à Estoril (Portugal) le 20 juillet 1936, est un militaire espagnol. Il participa ou donna son soutien à plusieurs coups de force nationalistes ; il est surtout connu pour être l'un des principaux conspirateurs du soulèvement de juillet 1936 qui déboucha sur la guerre d'Espagne.

## Biographie
José Sanjurjo est né à Pampelune en 1872. Il entre dans l'armée et participe à la guerre contre les États-Unis à Cuba en 1898 puis rejoint l'armée espagnole au Maroc à partir de 1909 et participe en 1921 à la reconquête de Melilla.

### Soutien au coup d'État de Primo de Rivera
Au moment du coup militaire de Primo de Rivera, en septembre 1923, Sanjurjo est gouverneur militaire de Saragosse ; il appuie sans réserve le soulèvement et la dictature de Primo de Rivera qui s'ensuit.
En 1925, il participe au débarquement d'Al Hoceima, puis devient haut commissaire espagnol au Maroc ; il est promu lieutenant général et en 1927, à la fin de la guerre du Rif, le roi Alphonse XIII lui concède le titre de « marquis du Rif ».
En 1928 il prend la direction de la Guardia Civil.
En 1931, pour son action durant la guerre du Rif, il reçoit également du Roi la Grand-Croix de Charles III.

### La seconde république
Sanjurjo ne fait rien pour éviter la chute du Roi Alphonse XIII et accueille avec bienveillance l'avènement de la république en 1931. Il est le premier militaire haut gradé à se placer sous les ordres du comité révolutionnaire de la république. Ce changement de posture de Sanjurjo semble motivé par la rancœur suscitée par le renvoi de Primo de Rivera par le Roi après la chute de la dictature en 1930.
De façon générale il est en désaccord avec la réforme militaire de la gauche menée par le président Manuel Azaña, en particulier la réduction des effectifs de l'Armée et la nomination de López Ferrer, un civil, au poste de haut commissaire au Maroc.
Le soupçonnant de comploter contre le régime, le président  lui retire la direction de la guardia civil pour le remplacer par le général Miguel Cabanellas puis le limoge de la direction des officiers de douane (carabineros).

### LaSanjurjada
En 1932, il n'attend plus rien du nouveau régime et se rapproche des monarchistes et carlistes. Il lance un pronunciamiento, qui passe à la postérité sous le nom de Sanjurjada. Il échoue et tente de fuir au Portugal mais il est arrêté, jugé et condamné à mort. La peine est commuée en prison à perpétuité mais il est finalement libéré en mars 1934 par le gouvernement d'Alejandro Lerroux et exilé à Estoril au Portugal.

### La guerre civile
En février 1936, le Front populaire espagnol remporte les élections générales et suscite rapidement une vive hostilité dans les secteurs traditionalistes de la société espagnole.
Le 8 mars 1936, les cinq généraux Emilio Mola, Francisco Franco, Joaquín Fanjul, José Enrique Varela et Luis Orgaz Yoldi, et Valentín Galarza Morante (el técnico) se réunissent et s'accordent pour confier le commandement suprême des opérations à Sanjurjo, qui accepte après un entretien avec un émissaire envoyé par Mola.
Le 17 juillet 1936, le soulèvement des généraux nationalistes marque le début de la guerre civile espagnole.
Le 20 juillet 1936, Sanjurjo est tué dans le crash d'un De Havilland DH.80A Puss Moth à Cascais au Portugal — l'avion était trop chargé en bagages car, en dépit des avertissements du pilote Juan Antonio Ansaldo, il avait tenu à emporter plusieurs tenues militaires, notamment un uniforme de gala « qu’il espérait mettre lorsqu'il serait proclamé Sauveur de l'Espagne » — qui devait le ramener en Espagne pour prendre le commandement militaire de l'insurrection. Lorsque quelques mois plus tard Emilio Mola meurt également dans un accident d'avion circulent nombreuses rumeurs infondées affirmant que Franco avait comploté contre eux.
S'il n'était pas mort dans cet accident, il y a tout lieu de penser que Sanjurjo aurait dirigé les opérations militaires de la guerre, et probablement le nouveau régime.